# سینسیناتی (ایندیانا)
سینسیناتی (به انگلیسی: Cincinnati) یک منطقهٔ مسکونی در ایالات متحده آمریکا است که در شهرستان گرین، ایندیانا واقع شده‌است. سینسیناتی ۲۵۲٫۰۷ متر بالاتر از سطح دریا واقع شده‌است.